# シティー (カナダのテレビ局)
シティー（英語：City）は、カナダの民放テレビネットワーク。旧名はシティーTV（CityTV）。2008年よりロジャーズ・コミュニケーションズの傘下となる。トロント、モントリオール、ウィニペグ、カルガリー、エドモントン、バンクーバーの都市圏の直営放送局6局と、サスカチュワン州のケーブルテレビ局1局、アルバータ州とブリティッシュコロンビア州の独立系列局3局からなる。

## 歴史
局の創設者はモージズ・ズナイマーというタジク・ソビエト社会主義共和国（現:タジキスタン）出身の人物である。 カナダ・ラジオテレビ通信委員会（CRTC）によりCITY-TVという局免許が1971年11月25日に認可され、1972年9月28日にチャンネル79（Channel Seventy-Nine Ltd.）の所有の元でトロントのクイーンストリートのスタジオから「Citytv」というブランドで放送が開始された。この局は1975年に倒産し、Multiple Access Ltd.（モントリオールの後のCFCFのオーナー企業）に45%の株式が取得され、その後1981年にCHUM Limitedに売却された。この頃CityTVはUHFの79チャンネルで放送されていたが、1983年に57チャンネルに移動、その後デジタル放送への変更で44チャンネルに移動した。

Citytv旧ロゴ（2012年12月まで使用）

## 番組

Citytv旧ロゴ

シティーTVはニュースやローカル番組に関して革新的なスタイルで知られている。通常のニュースデスクはなく（アンカーは立ったまま、もしくはスツールに座ってニュースを読む）、カメラはしばしば手持ちである。ビデオジャーナリズムのコンセプトも開発し、レポーターが自らカメラを持ち取材しストーリーをテープに収めるスタイルで、これをビデオグラファーと呼んだ。ただしレポーターが実際には一人何役もこなすことを隠していた他の北米のテレビ局と違い、シティーTVは積極的にビデオジャーナリズムの手法を支持していた。レポーターは家庭用ビデオカメラをセカンドカメラとして使用し、しばしば低画質画像を使用しどのように取材されたかを見せる手法をとった。